# Bulbophyllum shweliense
Bulbophyllum shweliense é uma espécie de orquídea (família Orchidaceae) pertencente ao gênero Bulbophyllum. Foi descrita por William Wright Smith em 1921.